# Белодубровский сельсовет
Белодубровский сельсовет — административная единица на территории Костюковичского района Могилёвской области Белоруссии. Административный центр — агрогородок Белая Дуброва.

## География
Белодубровский сельсовет занимает значительную юго-западную часть территории Костюковичского района — 43275 га. Протяженность сельсовета с севера на юг — 40 км. Центр сельсовета, агрогородок Белая Дуброва, расположен на расстоянии 15 км от районного центра города Костюковичи и 18 км от железнодорожной станции Коммунары на берегу реки Беседь. По территории сельсовета протекают реки Беседь, Деряжня, проходит автодорога Костюковичи-Краснополье (Белоруссия).

## Состав
Включает 14 населённых пунктов:
- Белая Дуброва — агрогородок.
- Боровка — деревня.
- Видуйцы — деревня.
- Ворошилово — посёлок.
- Глубокое — посёлок.
- Деряжня — деревня.
- Избужерь — деревня.
- Клеевичи — деревня.
- Колодливо — деревня.
- Красная Заря — деревня.
- Насетское — деревня.
- Папоротная — деревня.
- Силичи — деревня.
- Студенец — деревня.

Упразднённые населённые пункты на территории сельсовета:
- Ветухна — деревня
- Клетки — деревня

- Кривая Нива — деревня

- Новая Слобода — деревня

- Прудок — деревня

- Самотевичи — деревня

## Население
На 1 января 2012 года в агрогородке имелось 298 домашних хозяйств и проживает 688 человек, из них моложе трудоспособного возраста 150, трудоспособного возраста 400, пенсионеров 138. Проживает 20 многодетных семей, 27 семей с двумя детьми.

## История
Центр сельсовета, агрогородок Белая Дуброва имеет самобытную историю. Точная дата её основания не установлена, но обнаруженные археологические памятники — городищи и курганный могильник, что находятся рядом с деревней, свидетельствуют о том, что эта местность была заселена людьми ещё в древние времена. В XIX веке деревня известна как центр поместья в Чериковском повете Могилевской губернии. В 1833 году деревня, поместье около реки Беседь — владение помещика Гайкова.

## Сельское хозяйство и промышленность
На территории сельского Совета действуют:
- СПК «Дуброва» — центр агрогородок Белая Дуброва
- Отделение СПК "Колхоз «Прогресс» — деревня Видуйцы
- Отделение СПК "Колхоз «Парижская Коммуна» — деревня Студенец
- Белодубровское лесничество — центр агрогородок Белая Дуброва

На территории сельсовета зарегистрирована одна агроэкоусадьба.

## Образование
На территории сельсовета имеется:
- УО «Белодубровская средняя общеобразовательная школа» — Белая Дуброва, Видуйцы, Боровка,
- ДУ «Белодубровский детский сад» — Белая Дуброва.

## Культура
Обслуживание населения осуществляет Центр культуры, Белодубровская сельская библиотека.

## Памятные места
На территории сельского Совета находится 17 воинских захоронений и 2 памятных знака, в том числе памятник воину-интернационалисту Свиридову Олегу Владимировичу в деревне Видуйцы.
Памятный знак в честь героев Великой Отечественной войны (2020) в аг. Белая Дуброва.

## Медицинское обслуживание
- Имеется 3 фельдшерско-акушерских пункта в населённых пунктах: Белая Дуброва, Студенец, Видуйцы.
  - Белодубровский ФАП обслуживает население Белая Дуброва, Боровка, Колодливо, Клеевичи.
  - Студенецкий ФАП обслуживает население проживающее в деревнях Студенец, Избужерь, Ворошилово, Глубокое.
  - Видуицкий ФАП — население деревнях Видуйцы, Силичи, Папоротная, Самотеввичи, Прудок, Красная Заря, Кривая Нива, Насетское, Деряжня.

## Торговое обслуживание
Население сельсовета обслуживается магазинами Костюковичского РАЙПО. В агрогородке Белая Дуброва. В остальные населенные пункты: Боровка, Избужерь, Клеевичи, Прудок, Самотевичи, Колодливо, Насетское, Кривая Нива, Красная Заря, Деряжня, Силичи, Папоротная — организован заезд автолавки два раза в неделю.

## Услуги
На территории сельсовета имеется комплексно-приемный пункт, который расположен в агрогородке Белая Дуброва. На территории Белодубровского сельсовета находится 9 Домов социальных услуг. На территории сельского Совета работают два отделения связи: в агрогородке Белая Дуброва, деревне Студенец, функционирует отделение филиала 712 ОАО СБ «Беларусбанк». Телефонная связь поддерживается с использованием 3 сельских автоматических станций Костюковичского РУЭС.
Работает комплексная мобильная (выездная) бригада Центра по обслуживанию граждан на базе Домов социальных услуг. На территории агрогородка Белая Дуброва открыт пункт социального обслуживания населения, где работает специалист по социальной работе.
Все жители сельского Совета обеспечиваются сжиженном газом в баллонах путём централизованного завоза.
В населенных пунктах аг. Белая Дуброва, д. Видуйцы, д. Боровка, д. Колодливо имеется водопровод. Остальные населенные пункты сельсовета обеспечиваются питьевой водой из шахтных колодцев, которых на территории сельсовета 35.
На территории сельсовета расположено три миниполигона и шесть площадок для временного складирования твердных бытовых отходов.